# Esteban Lozano
Esteban Lozano Solana (Puebla, México, 10 de marzo de 2003) es un futbolista mexicano. Juega como delantero en el Club Puebla de la Primera División de México.

## Trayectoria
Nacido en la Ciudad de México, Lozano hizo su debut profesional con el Club América de la Liga MX el 16 de diciembre de 2020 en la Liga de Campeones de la Concacaf contra Atlanta United. Entró como suplente.

## Estadísticas

### Clubes
Actualizado al último partido disputado el 15 de diciembre de 2024.
| Club                       | Div.          | Temporada     | Liga  | Liga  | Liga   | Copas nacionales | Copas nacionales | Copas nacionales | Copas internacionales | Copas internacionales | Copas internacionales | Total | Total | Total  |
| Club                       | Div.          | Temporada     | Part. | Goles | Asist. | Part.            | Goles            | Asist.           | Part.                 | Goles                 | Asist.                | Part. | Goles | Asist. |
| -------------------------- | ------------- | ------------- | ----- | ----- | ------ | ---------------- | ---------------- | ---------------- | --------------------- | --------------------- | --------------------- | ----- | ----- | ------ |
| C. América · México        | 1.ª           | 2019-20       | —     | —     | —      | —                | —                | —                | 1                     | 0                     | 0                     | 1     | 0     | 0      |
| C. América · México        | 1.ª           | 2022-23       | 1     | 0     | 0      | —                | —                | —                | —                     | —                     | —                     | 1     | 0     | 0      |
| C. América · México        | Total club    | Total club    | 1     | 0     | 0      | 0                | 0                | 0                | 1                     | 0                     | 0                     | 2     | 0     | 0      |
| Sporting de Gijón · España | 2.ª           | 2023-24       | 8     | 0     | 0      | 1                | 0                | 0                | —                     | —                     | —                     | 9     | 0     | 0      |
| Sporting de Gijón · España | Total club    | Total club    | 8     | 0     | 0      | 1                | 0                | 0                | 0                     | 0                     | 0                     | 9     | 0     | 0      |
| Sporting Atlético · España | 5.ª           | 2023-24       | 19    | 8     | 0      | —                | —                | —                | —                     | —                     | —                     | 19    | 8     | 0      |
| Sporting Atlético · España | 5.ª           | 2024-25       | 15    | 5     | 0      | —                | —                | —                | —                     | —                     | —                     | 15    | 5     | 0      |
| Sporting Atlético · España | Total club    | Total club    | 34    | 13    | 0      | 0                | 0                | 0                | 0                     | 0                     | 0                     | 34    | 13    | 0      |
| Total carrera              | Total carrera | Total carrera | 42    | 13    | 0      | 1                | 0                | 0                | 1                     | 0                     | 0                     | 44    | 13    | 0      |

## Palmarés

### Títulos nacionales
| Título                  | Club         | País   | Año  |
| ----------------------- | ------------ | ------ | ---- |
| Supercopa de la Liga MX | Club América | México | 2024 |
| Liga MX                 | Club América | México | 2024 |

### Distinciones individuales
| Distinción                                                     | Año  |
| -------------------------------------------------------------- | ---- |
| Incluido en el Once ideal del Campeonato Sub-20 de la Concacaf | 2022 |